# Перекрещивание
Перекрещивание в христианстве — совершение таинства крещения лица, ранее крещёного. Существуют несколько причин, по которым может возникнуть в этом необходимость. В ранней церкви перекрещивали еретиков для возвращения их к ортодоксальной вере. Перекрещивание совершают некоторые деноминации, не признающие предыдущего крещения. В случае значительных богословских разногласий перекрещивание может быть условием перехода из одной деноминации в другую. Некоторые церкви, признающие только сознательное крещение (баптисты, Церкви Христа) перекрещивают тех, кто был крещён в детстве. Также данная практика существует у анабаптистов, мормонов (см. Перекрещивание у мормонов) и пятидесятников-единственников.
Католическая церковь не признаёт возможности повторного крещения. Крещение в других христианских общинах признаётся, если проводилось с использованием тринитарной формулы. Позиция Католической церкви по этому вопросу выражена в Катехизисе Католической церкви (1256, 1272, 1284) и Кодексе канонического права 1983 года (§ 869).
В декреталиях Григория IX упомянуты такие виды вероотступничества как apostasia inobedientiae, то есть неподчинение приказу церковных властей и iteratio baptismatis — повторное крещение или перекрещивание.

## Перекрещивание еретиков
Перекрещивание является одним из способов введения раскаявшихся еретиков в церковь, наряду с миропомазанием, епитимьей, исповеданием веры и некоторыми другими процедурами. Относительно перекрещивания в этой связи существуют три основные точки зрения:
1. Восходящая к самым первым векам христианства «строгая» позиция, выраженная, например, мучеником Киприаном Карфагенским (ум. 258), сводится к тому, что таинства — дар от Бога к церкви; еретики и схизматики находятся за пределами церкви и, соответственно, не обладают истинными таинствами. Еретики и схизматики могут вернуться в церковь только через перекрещивание, хотя согласно такой логике правильнее говорить о простом крещении. Никео-Цареградский Символ веры 381 года, утверждающий существование «единого крещения», также соответствует этой богословской позиции[1].
2. «Умеренная» точка зрения смягчает суровость относительно чуждости еретиков и схизматиков и, хотя они по-прежнему считаются находящимися за пределами церкви, между ними можно провести градации по отношению к тринитарному учению и крестильным практикам. Согласно взглядам отцов Церкви IV века Василия Кесарийского и Августина, если предполагаемый еретик или схизматик был крещён во имя Троицы и с использованием воды (желательно, хотя не обязательно, погружением), то перекрещивание не требуется. То есть, хотя они считаются находящимися вне церкви, в данном случае их таинства считаются правильными, хотя и не вполне действенными[1].
3. В последние 100 лет появилась «экуменистическая» точка зрения, не делающая акцент на том, что таинство крещения является даром от Бога к церкви, и не согласная с тем, что еретики и схизматики непременно находятся вне церкви. Также в этом духе обычно используются не термины «еретики» и «схизматики», а, в духе декрета Второго Ватиканского собора Католической церкви Unitatis Redintegratio (1964), «разделённые братья». В этой парадигме члены других церквей в некотором смысле являются членами по-прежнему единственной истинной, Католической церкви. Соответственно, их таинства являются истинными, и даже действенными и благодатными[2].